# Ximeniaceae
Famille
Les Ximeniaceae (Ximeniacées) sont une famille pantropicale de plantes à fleurs appartenant à l'ordre des Santalales, validée par la classification APG IV (anciennement incluses dans la famille des Olacaceae). Elle comprend 2 genres.

## Liste des genres
Selon Tropicos :
- Ximenia L. (syn. : Heymassoli Aubl., Rottboelia Scop., Pimecaria Raf.)
- Ximeniopsis Alain